# Johanna Eleonora Petersen

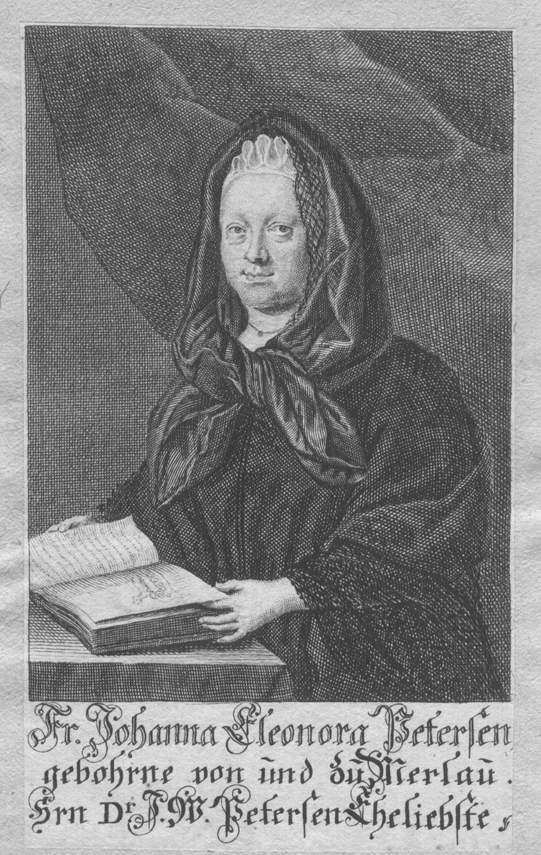
Johanna Eleonora Petersen, zeitgenössischer Kupferstich

Johanna Eleonora Petersen, geborene von Merlau auch Johanna Eleonor(e)a von und zu Merlau (* 25. April 1644 in Frankfurt am Main; † 19. März 1724 auf dem Gut Thymern (Thümern) bei Lübars (Möckern)) war eine theologische Schriftstellerin und eine der Führungsgestalten des radikalen Pietismus. Seit 1680 war sie mit Johann Wilhelm Petersen verheiratet.

## Leben
Johanna Eleonora von Merlau war die zweite von vier Töchtern des Hofmeisters Georg Adolph von Merlau († 1681) und dessen Frau Sabina, geb. Ganß von Utzberg († 1653). Sie wurde in Frankfurt geboren, wo ihre Familie bis zum Ende des Dreißigjährigen Krieges Schutz gesucht hatte. Danach wuchs sie teils auf dem väterlichen Gut in Merlau (heute Teil der Gemeinde Mücke im Vogelsbergkreis in Hessen), teils auf dem Gut Philippseck (in Heddernheim bei Frankfurt) auf. Die Familie hatte, unter anderem durch die Nachwirkungen des Krieges, wirtschaftliche Schwierigkeiten. Der Vater war beruflich bedingt häufig abwesend, die Erziehung der Kinder durch die Mutter war religiös geprägt. Als Johanna Eleonora von Merlau neun Jahre alt war, starb ihre Mutter und bald darauf mussten zuerst ihre ältere Schwester und dann sie selbst den Haushalt führen. Sie erhielt keinen Unterricht außerhalb des Hauses, abgesehen von der Vorbereitung auf den Abendmahlsempfang durch einen lutherischen Geistlichen.
Mit zwölf Jahren trat Johanna Eleonora von Merlau, wie viele aus verarmten Adelsfamilien stammende Mädchen ihres Alters, eine Stellung bei Hof an. Sie war zunächst Hofjungfer der Gräfin Eleonora von Solms-Rödelheim (1629–1680), wurde von ihr jedoch laut eigenen Angaben schlecht behandelt. 1659 erhielt sie eine Stelle bei ihrer Taufpatin Anna Margarete von Hessen-Homburg (seit 1650 Herzogin von Schleswig-Holstein-Sonderburg-Wiesenburg), die mit ihrem Mann Philipp Ludwig auf Burg Lißberg und später auf Burg Wiesenburg bei Zwickau residierte. Johanna Eleonora von Merlau arbeitete dort insgesamt 14 Jahre als Hofjungfer und nach einer Beförderung als Kammerfräulein. Zu ihren Aufgaben gehörten, neben dem Bedienen der Herzogsfamilie und Gäste, die Begleitung auf Reisen und Teilnahme an Festlichkeiten. In der autobiografischen Rückschau beurteilte sie diesen Lebensabschnitt zwar insgesamt positiv, bedauerte jedoch ihre dabei notwendige Teilnahme an weltlichen Vergnügungen. Ihre Frömmigkeit war bereits zu dieser Zeit sehr ausgeprägt. Dies verband sie mit der Gräfin Benigna von Solms-Laubach (1648–1702), die im benachbarten Wildenfels lebte und zu der sich eine lebenslange Freundschaft entwickelte. Während sie in Wiesenburg lebte, war Johanna Eleonora von Merlau mehrere Jahre mit dem Sohn des Oberstleutnants Brettwitz verlobt, dieser löste jedoch die Verbindung schließlich. Ein späterer Heiratsantrag des Geistlichen Johann Winckler wurde von ihrem Vater abgelehnt.
1672 lernte sie auf einer Reise die beiden Führer des Frankfurter Pietismus, Philipp Jacob Spener und Johann Jakob Schütz, kennen, mit denen sie von nun an korrespondierte. Ihre Dienstzeit als Kammerfräulein endete, als ihr Vater sie in seinen Haushalt zurückrief. Er hatte inzwischen erneut geheiratet und seine Ehefrau war im Kindbett gestorben. Nachdem auch das Kind verstorben war, brauchte er die Dienste seiner Tochter jedoch nicht mehr. So war sie im Alter von 31 Jahren erstmals frei von Verpflichtungen und konnte auf eigenen Wunsch nach Frankfurt ziehen. Im Frühjahr 1675 übersiedelte sie zu der jungen Witwe Maria Juliane Baur von Eyseneck (1641–1684) auf den Saalhof in Frankfurt. Nach dem Vorbild der Collegia pietatis Speners, aber auch unter dem Einfluss der Labadistin Anna Maria von Schürmann und der Mystikerin Antoinette Bourignon, versammelten die beiden seit Advent 1676 im Saalhof ein Collegium am Sonntagabend, um gemeinsam unter Abkehr vom sündigen Wesen der Welt ein christliches Leben einzuüben. Hier traten bald Tendenzen zur Separation von der Amtskirche auf, die 1678 zur (später zurückgenommenen) Ausweisung Johanna Eleonora von Merlaus führten.
1676 hatte sie im Saalhof den Theologiestudenten Johann Wilhelm Petersen kennengelernt, der 1677 Hofprediger und Superintendent des Fürstbistums Lübeck in Eutin wurde. Trotz des Standesunterschieds hielt er um ihre Hand an. Nach der Zustimmung ihres Vaters, der einige Jahre zuvor den Antrag eines Bürgerlichen abgelehnt hatte, wurden beide im September 1680 von Spener getraut. Bis zu ihrem Tod folgte sie nun den Lebensstationen ihres Mannes, der 1688 Superintendent in Lüneburg wurde, 1692 aber wegen seiner Verbindungen zu der Visionärin Rosamunde Juliane von der Asseburg entlassen und ausgewiesen wurde. Mit Hilfe von adligen Freunden wie den Kammerpräsidenten Dodo (II.) zu Innhausen und Knyphausen und Eberhard von Danckelman konnte das Ehepaar das Gut Niederndodeleben bei Magdeburg erwerben. Dort beschäftigten sich beide mit dem Verfassen theologischer Bücher. 1724 übersiedelten sie in das heute nicht mehr existierende Thymern (Thümern) in der Nähe von Groß Lübars, wo Johanna Eleonora Petersen 1724 starb.

## Werke
Schon vor ihrer Heirat schrieb Johanna Eleonora von Merlau, ohne jedoch ihre Werke zu veröffentlichen. Das erste der 15 unter ihrem Namen veröffentlichten Bücher von Johanna Eleonora Petersen, das Erbauungsbuch Gespräche des Hertzens mit Gott, erschien 1689 in Plön (2. Aufl. Frankfurt 1694). Es enthielt Meditationen über einzelne Bibelverse und als Anhang die erste Fassung ihrer Lebensbeschreibung, die 1718 und 1719 in erweiterter Bearbeitung nochmals veröffentlicht wurde und stilbildend für die pietistische Autobiographie wurde.
Ihre bedeutendste Arbeit war der Kommentar zur Offenbarung des Johannes Anleitung zu gründlicher Verstandniß der Heiligen Offenbarung Jesu Christi von 1696, in dem sie die Lehre vom bevorstehenden Tausendjährigen Reich detailliert entwickelte. In dem Traktat Das ewige Evangelium der allgemeinen Wiederbringung aller Creaturen (1698) trat sie für die Lehre von der Apokatastasis ein. Das Geheimniss des Erst-Gebornen : der von Anfang ist ... sammt einer summarischen Erklarung uber die Epistel an die Romer, wie auch uber das 17. Cap. Johanniss (1711) enthält eine mystische Deutung der Christologie, die Grundlage einer Versöhnung der Konfessionen werden sollte. Ab 1715 wandte sich Johanna Eleonora Petersen wieder der meditativen Bibelauslegung zu.
Vermutlich ist sie die Übersetzerin der 1694 erschienenen ersten deutschen Ausgabe von Komödien Molières in drei Bänden.
Neue Editionen
- Johanna Eleonora Petersen geb. von und zu Merlau, Leben, von ihr selbst mit eigener Hand aufgesetzt. Autobiographie. Hg. von Prisca Guglielmetti. Leipzig: EVA, 2003. Neuausgabe Hofenberg, Berlin 2014, ISBN 978-3-8430-4749-4.
- The Life of Lady Johanna Eleonora Petersen, Written by Herself. Pietism and Autobiography. Translation, with Notes and Introduction by Barbara Becker-Cantarino. Chicago and London: The University of Chicago Press, 2005.